# Азім Премжі
Азім Хашим Премжі (англ. Azim Hashim Premji ; гудж. અઝીમ પ્રેમજી ; 24 липня 1945 Бомбей) — індійський бізнесмен, філантроп і голова ради директорів Wipro Limited, якій належить Wipro Technologies, одна з найбільших в Індії компаній, що займаються випуском програмного забезпечення.
Премжі є одним з найбагатших людей планети (другим в Індії) зі статком 17 мільярдів доларів США за версією журналу Forbes. Премжі часто називають індійським Біллом Гейтсом.

## Біографія
Премжі народився в Бомбеї в мусульманській сім'ї гуджаратців. Його батько володів західно-індійською продуктовою компанією, яка займалася гідрогенізацією рослинних жирів. Його дід був рисовим магнатом у Бірмі. Його батько відхилив запрошення батька нації Пакистану ,Мухаммада Алі Джинна переїхати до Пакистану.
Початкову освіту здобув у Школі Святої Марії (St. Mary's School, Mumbai). Далі навчався в Стенфордському університеті в США з курсу електротехніки, однак у 1966 році, в 21 рік, змушений був перервати навчання і взяти до рук сімейний бізнес у зв'язку з несподіваною смертю батька. Вчений ступінь з електротехніки Премжі отримав лише через 30 років.
У 2010 Фонд Азіма Премжі заснував у Бангалорі університет, який носить його ім'я. Азім Премжі обіймає посаду канцлера цього університету.
Є шанувальником кінематографу. Любить займатися трекінгом і сумлінно ставиться до навколишнього середовища.
Визнаний найщедрішим індійцем у 2020 році. У період із квітня 2019 по березень 2020 року сума його пожертвувань склала 79 мільйонів рупій (трохи більше одного мільйона доларів).